# Benjamin Peirce

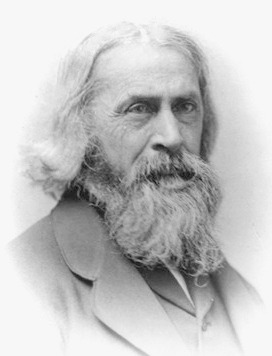
Benjamin Peirce

Benjamin Peirce (* 4. April 1809 in Salem, Massachusetts; † 6. Oktober 1880 in Cambridge, Massachusetts), Vater des Philosophen Charles S. Peirce und des Mathematikers Benjamin Osgood Peirce, war ein amerikanischer Lehrer, Mathematiker und Astronom, der die Bahnstörungen der Planeten Uranus und Neptun berechnete.

## Leben und Wirken
Peirce wurde 1829 an der Harvard University promoviert; Gutachter seiner Dissertation war Nathaniel Bowditch. Im Jahr 1833 wurde er Professor für Mathematik und Naturphilosophie an der Harvard-Universität. 1834 wurde er in die American Academy of Arts and Sciences gewählt. Im Jahre 1842 wurde er zusätzlich zu seinen bisherigen Professuren Professor für Astronomie; beide Funktionen behielt er bis zum Lebensende. 1867 wurde Peirce zudem Leiter der Küstenvermessung der Vereinigten Staaten.
Peirce war hauptsächlich für die Einführung der Mathematik in amerikanischen Forschungseinrichtungen verantwortlich. So war er der erste, der in den Vereinigten Staaten Mathematikkurse auf Doktorandenniveau anbot. Er wurde bekannt durch seine Beiträge zur analytischen Mechanik und linearen Algebra. Darüber hinaus spielte er durch seine frühen Arbeiten in der Astronomie eine Rolle bei der Entdeckung des Neptun.
Der Mondkrater Peirce sowie der Asteroid (29463) Benjaminpeirce sind nach ihm benannt.
1852 war er Präsident der American Association for the Advancement of Science. Ab 1852 war er auswärtiges Mitglied (Foreign Member) der Royal Society, 1863 gehörte er zu den Gründungsmitgliedern der National Academy of Sciences, 1867 wurde er zum korrespondierenden Mitglied der Göttinger Akademie der Wissenschaften sowie zum Ehrenmitglied (Honorary Fellow) der Royal Society of Edinburgh gewählt.

## Schriften
- An Elementary Treatise on Plane and Solid Geometry, Boston 1837, Archive
- Linear associative algebra, Washington City 1870, New York: Van Nostrand 1882, Archive
- An Elementary Treatise on Algebra: To which are Added Exponential Equations and Logarithms, Boston: J. Munroe 1843, Archive
- An Elementary Treatise on Plane and Spherical Trigonometry. With Their Applications to Navigation, Surveying, Heights and Distances and Spherical Astronomy, Boston: Munroe 1852, Archive
- A system of analytic mechanics, Boston: Little Brown and Company 1855, New York: Van Nostrand 1872, Archive
- An Elementary Treatise on Curves, Functions, and Forces, 2 Bände, Boston 1846, Band 2, Archive
- The Saturnian System, Washington D. C.: Government Printing Office, 1866
- Report upon the determination of the longitude of America and Europe from the solar eclipse of July 28, 1851, Washington D. C.: Government Printing Office, 1862
- Tables of the Moon: Constructed for the Use of the American Ephemeris and Nautical Almanach, Washington, Bureau of Navigation 1865